# Одоин

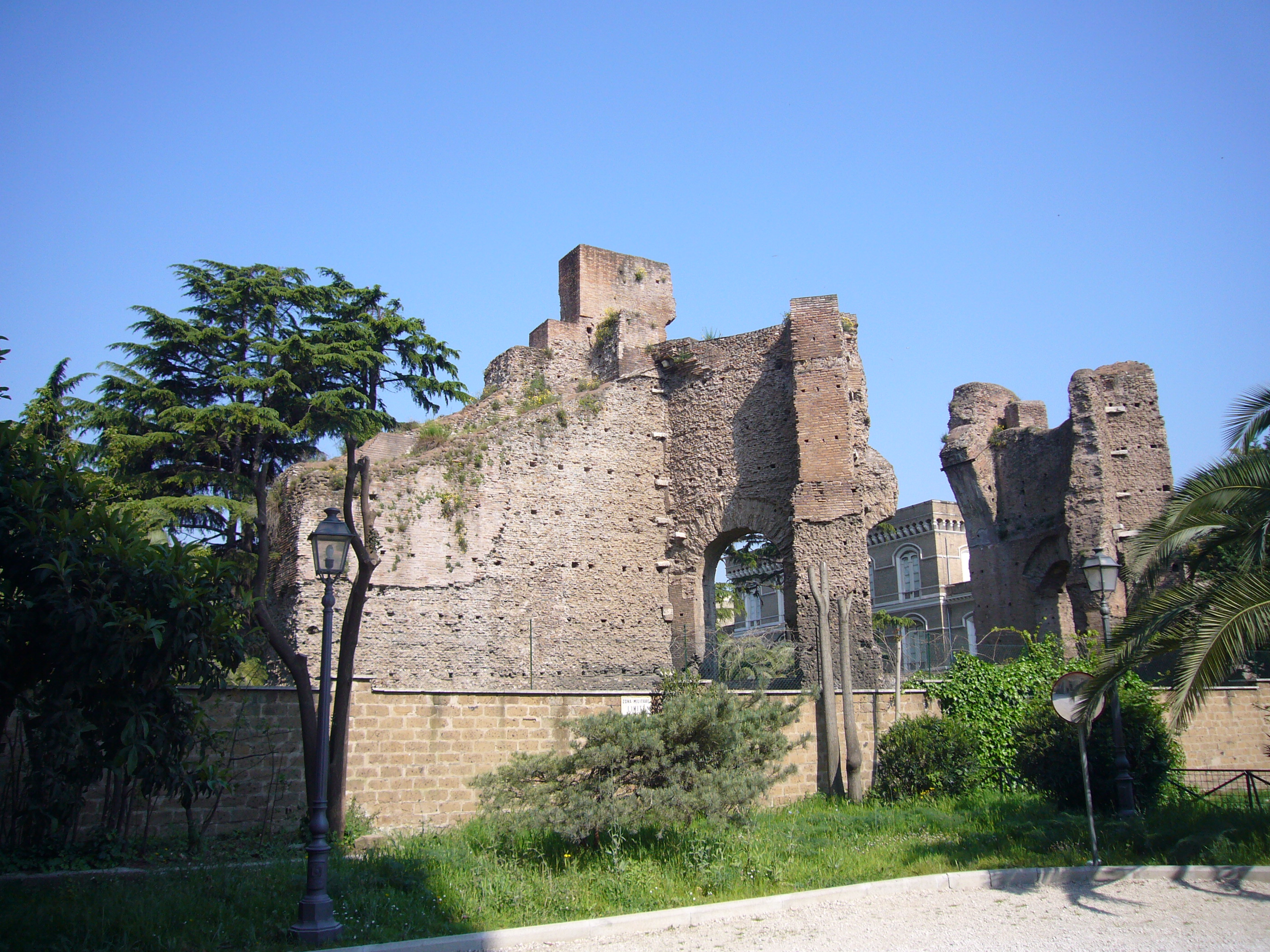
Развалины дворца Сессорий

Одоин (лат. Odoin или Odoinus; казнён 4 мая или 5 мая 500, Рим) — остготский комит, казнённый по приказу короля Теодориха Великого.

## Биография
Одоин известен из нескольких раннесредневековых исторических источников: «Анонима Валезия», «Копенгагенского продолжения „Хроники“ Проспера Аквитанского» и хроники Мария Аваншского. В них он упоминается также как Одоинд (лат. Odoind; в «Анониме Валезия») и Одом (лат. Odomus; в «Копенгагенском продолжении „Хроники“ Проспера Аквитанского»). Однако ономастические исследования свидетельствуют, что эти варианты являются искажёнными латиноязычными авторами написаниями имени «Одоин». Правильная форма имени указана в хронике Мария Аваншского. Имя «Одоин» входило в именослов, характерный для восточногерманских языков. На этом основании историками делается вывод, что Одоин был остготом. В лангобардском языке аналогичное имя произносилось как «Аудоин».
О происхождении Одоина сведений не сохранилось. В начале правления Теодориха Великого в Италии Одоин был комитом и принадлежал к наиболее знатным персонам Остготского королевства. Возможно, он входил в круг приближённых к королю людей. Будучи комитом, Одоин был одним из самых высокопоставленных военачальников недавно возникшего на Апеннинском полуострове варварского государства остготов. В то время остготские комиты выполняли не только военные, но и административные функции. По словам И. А. Дворецкой, комиты «обладали большим весом в государстве и почти единолично распоряжались во вверенных областях».
В 500 году Одоин стал злоумышлять против Теодориха Великого, намереваясь убить монарха во время посещения тем Рима. О причинах, побудивших его к мятежу, в раннесредневековых источниках не сообщается. Возможно, Одоин выражал мнение той части остготской знати, которая была недовольна отходом Теодориха Великого от древних германских обычаев в пользу традиций, заимствованных из римской императорской придворной практики. Однако заговор был раскрыт и по приказу короля остготов Одоин в четвёртые ноны мая (4 мая или 5 мая) был обезглавлен во дворце Сессорий в Риме. Какие-либо упоминания о судебном процессе над Одоином отсутствуют. Также ничего не известно и о том, были ли у него сообщники: ещё писавший в конце XIX века Т. Ходжкин опровергал основанное на ошибочном чтении «Анонима Валезия» мнение, что сообщником Одоина по заговору был знатный римлянин Флавий Феодор. Возможно, обезглавливание Одоина было данью Теодориха Великого римским традициям, так как в Древнем Риме к государственным преступникам применялся именно такой способ умерщвления.
Казни в 500 году комита Одоина и в 514 году комита Питцы — единственные меры репрессивного характера, направленные Теодорихом Великим против высших слоёв остготской знати за всё время его правления. Вероятно, смертные приговоры этим персонам были вынесены из-за опасений монарха, вызванных усилением власти Одоина и Питцы в стратегических пунктах Остготского королевства: Риме и Милане. Предполагается также, что столь суровое наказание постигло Одоина из-за его предшествовавшей близости к Теодориху Великому, расценившему заговор против него как государственную измену.

## Комментарии
1. ↑  В «Копенгагенском продолжении „Хроники“ Проспера Аквитанского» заговор Одоина отнесён к консульству Флавия Руфия Петрония Никомаха Цетега, занимавшего эту должность в 504 году[1]. На этом основании некоторые историки этим же годом датируют и смерть Одоина[2]. Однако контекст упоминаемых в «Анониме Валезия» сведений об этом событии свидетельствует в пользу даты, указанной Марием Аваншским — 500 год[1][3][4][5][6].
2. ↑  В некоторых русскоязычных изданиях король лангобардов Аудоин упоминается как Одоин[10].
3. ↑  Вопреки мнению о причастности Флавия Феодора к заговору Одоина, в 500 году тот был назначен Теодорихом Великим префектом претория Италии (сменил в этой должности Либерия), а в 505 году — консулом[14][15][16][17].